# فاسيلي بافلوف
فاسيلي بافلوف (بالروسية: Павлов, Василий Викторович)‏ (24 يوليو 1990 سامارا روسيا - ) هو لاعب كرة قدم روسي، يلعب كمهاجم، لعب 134 مباراة وسجل 6 أهداف.

## مسيرته

### مسيرته مع الأندية
- 2007 - 2008 لعب مع FC Yunit Samara [الإنجليزية]‏ 14 مباراة سجل خلالها هدف.
- 2008 - 2009 لعب مع نادي أكاديمية تولياتي لكرة القدم 34 مباراة سجل خلالها هدفين.
- 2011 - 2015 لعب مع نادي داسيا كيشيناو 56 مباراة.
- 2014 - 2014 لعب مع FC Rubin-2 Kazan [الإنجليزية]‏ 8 مباريات سجل خلالها هدف.
- 2014 - 2014 لعب مع نادي خيمكي 12 مباراة.
- 2015 - 2015 لعب مع نادي تتكس 10 مباريات سجل خلالها هدفين.

## روابط خارجية
- فاسيلي بافلوف على موقع اتحاد أوكرانيا (الإنجليزية)
- فاسيلي بافلوف على موقع قاعدة بيانات كرة القدم.إي يو (الإنجليزية)
- فاسيلي بافلوف على موقع Soccerway.com (الإنجليزية)
- فاسيلي بافلوف على موقع عالم كرة القدم.نت (الإنجليزية)